# 小提琴的历史
小提琴、中提琴、大提琴都是在16世纪時于意大利制造出的。現存最早可查的小提琴證据是出現在高登齐奥·法拉利（Gaudenzio Ferrari）1530年代的繪畫中，畫中的樂器繪有三根弦。1556年，Philibert Jambe de Fer 在Academie musicale音樂學院中發表的研究清楚地表明，當時人對於提琴類樂器的認知和當今人們的認知几乎吻合。
小提琴這種樂器极有可能是在15-16世紀時，從其他樂器比如六弦琴，三弦琴，lira da braccio琴發展而来的。弓弦樂器的歷史在歐洲可以追溯到公元9世纪，拜占庭的Lira琴。
自提琴發明以来，小提琴發生了很多次變化，樂器整體樣式定型由17世纪意大利克雷莫纳的著名弦乐器制作师阿馬蒂家族，奥地利蒂罗尔的雅各·史坦纳和安东尼奥·斯特拉迪瓦里定型。随後同一時代又有眾多制琴師效仿

## 早期历史
公元9世纪，波斯地理学家伊本·胡尔达兹比赫首次引证了拜占庭帝国弓弦乐器Lira，Lira是拜占庭的传统乐器，就如同热瓦甫乐器之于伊斯兰帝国。拜占庭Lira远传至欧洲大陆以西，以至于11-12世纪期间，欧洲文学家都会用Fiddle或Lira这个词来代指弓弦乐器。与此同时，热瓦甫有可能是通过伊比利亚半岛传播至西欧。这两种弓弦乐器在欧洲的传播，促使大量的欧洲本土弓弦乐器的发明。
接下来的一个世纪里，欧洲有两种与众不同的弓弦乐器：一种是相对呈方形，双臂环抱，意大利语成为lira da braccio族乐器 - 意为手臂中的弦乐；另一种乐器，两肩光滑，置于两膝间，意大利语定义为lira da gamba族乐器- 意为两腿间的弦乐。文艺复兴时期，古大提琴是一件重要且高贵的乐器，但最终，这个地位还是输给了lira da braccio 族乐器中的现代小提琴。

## 小提琴的出现

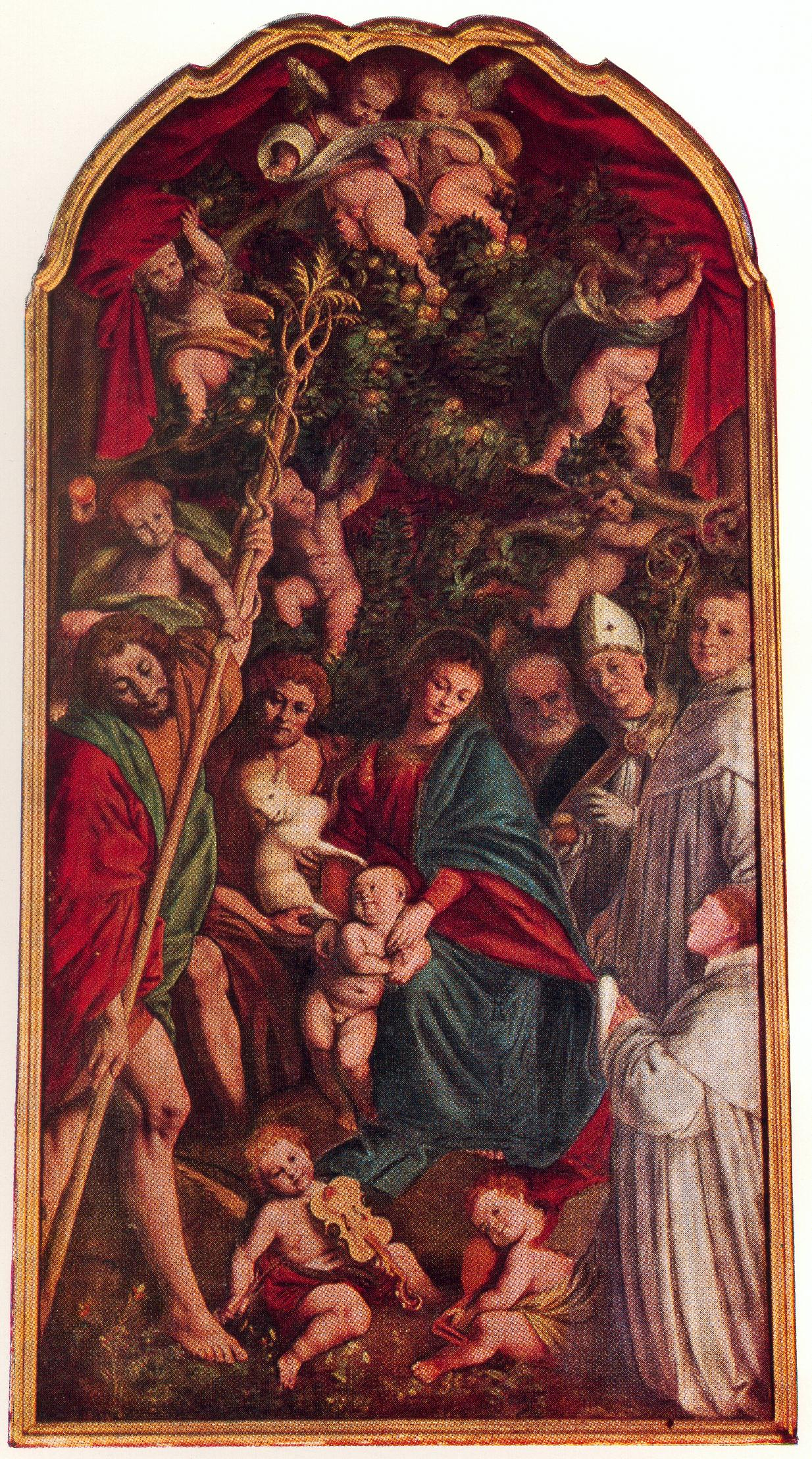
高登齐奥·法拉利 的 "圣母与橘子树", 绘画于1529-30年间。画的底部偏左位置, 有一个小天使在演奏一把三弦小提琴。

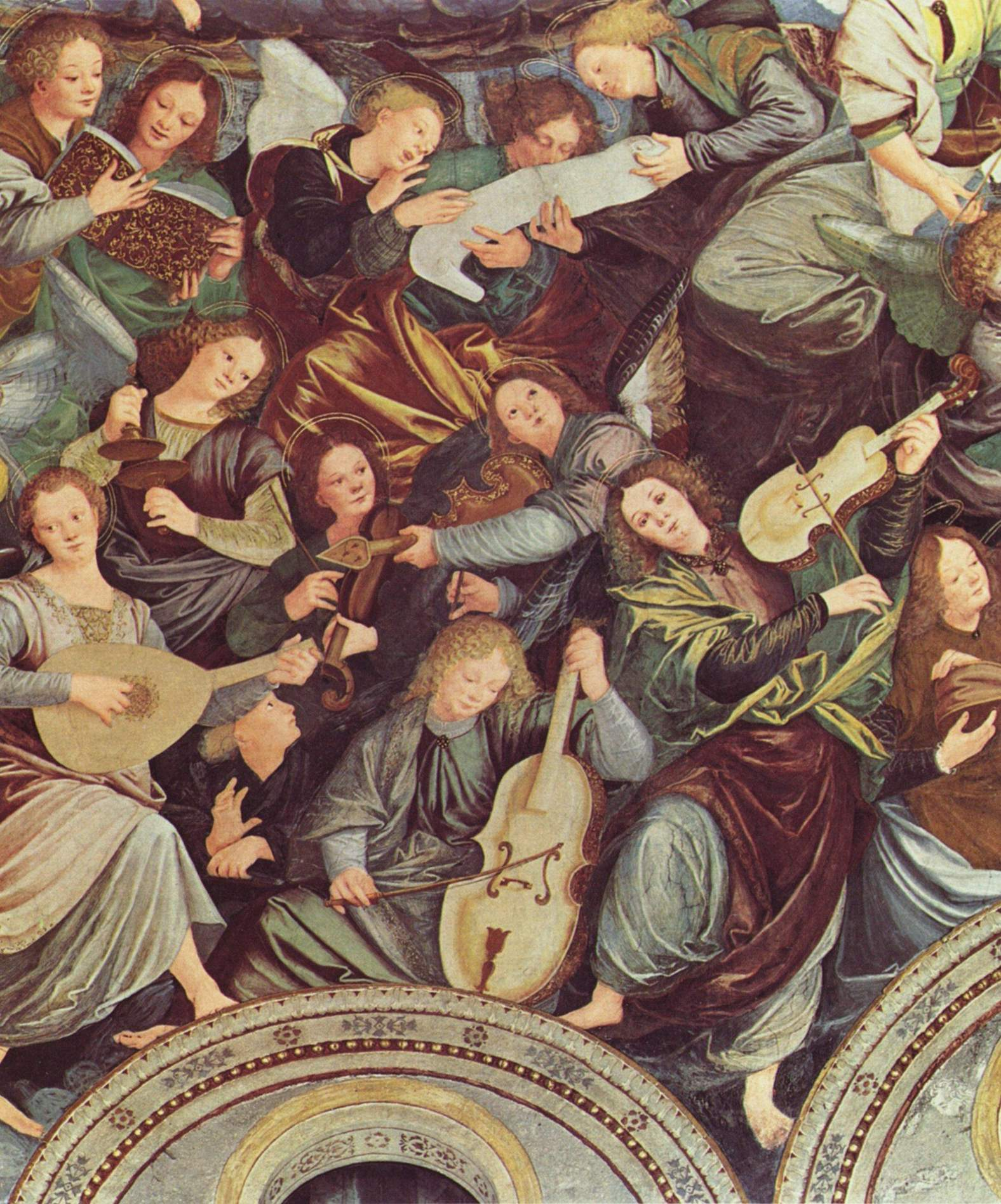
意大利萨龙诺的一幅画中 ,绘有天使在演奏小提琴中提琴和大提琴。

第一个清楚地记录小提琴的存在是1530年高登齐奥·法拉利的画 - 圣母与橘子树中，一个小天使在演奏一把弓弦乐器 - 小提琴。几年后，在意大利萨龙诺，Madonna dei Miracoli教堂的天顶壁画上， 也绘有天使在演奏三样乐器 - 小提琴，中提琴，大提琴。
壁画上的这些乐器与现代小提琴不同的是法拉利描绘的只有三根弦和弧度夸张的琴身。 
究竟是谁率先制造出了小提琴并不清楚，但有资料佐证，小提琴来源于意大利北方，米兰附近。不只是在法拉利的画中，同一时期诸如在布雷西亚和克雷莫纳都有名气很大的弦乐制工艺出现。
现存最古老的小提琴，是1564年安德雷亚·阿马蒂在克雷莫纳制作的，琴身内刻有“查理九世”印记，只是标记已经变得非常模糊。
大都会博物馆有一把阿马蒂制作的或许更老的小提琴，推断在1558年，即查理九世前十幾年，但时间无法准确断定。

最著名也是最无损的一把小提琴是弥撒·斯特拉迪瓦里琴（Messiah Stradivarius）,也叫做Salabue，1716年由著名制琴师安东尼奥·斯特拉迪瓦里制作，极少或许从未被使用过。现存于英国牛津阿什莫林博物館内。

## 早期製琴师
器型稳定的小提琴出现在大約300年前，尤其那些由斯特拉迪瓦里和瓜奈利制作的琴，无论从演奏还是收藏的角度来看，都最受欢迎。加上制琴師的技術和聲望，一把古老的樂器很大程度上会影響其价格和质量。
16世纪至18世纪期间，最著名的制琴师：
- 意大利米凯利制琴家族扎纳托·米凯利（Zanetto Micheli） 1490 - 1560, 佩雷戈里诺·米凯利 1520 - 1607, 乔瓦尼·米凯利（Giovanni Micheli） 1562 - 1616, 弗朗西斯科·米凯利（Francesco Micheli） 1579 - 1615, 和他姐夫巴蒂斯塔·多内达（Battista Doneda） 1529 - 1610
- 意大利贝尔托洛蒂小提琴和低音贝斯制琴家族与演奏家: 弗朗西斯科（Francesco） 1513 - 1563 和 阿戈斯蒂诺 （Agostino） 1510 - 1584 贝尔托洛蒂（Bertolotti）, 加斯帕洛·贝尔托洛蒂（Gasparo Bertolotti） 1540 - 1609 被称作 Gasparo da Salò
- 乔瓦尼·保罗·马基尼 （Giovanni Paolo Maggini） 1580 - 1630， 加斯帕洛·贝尔托洛蒂的学生。
- 意大利阿马蒂小提琴制作家族,安德雷亚·阿马蒂 （Andrea Amati） （1500–1577）, 安东尼奥·阿马蒂（Antonio Amati） （1540–1607）, 耶罗尼米斯·阿马蒂一世 （Hieronymous Amati I ）（1561–1630）, 尼古拉·阿玛蒂 （Nicolo Amati） （1596–1684）, 耶罗尼米斯·阿马蒂二世 （Hieronymous Amati II） （1649–1740）
- 意大利瓜奈利小提琴制作家族，安德里亚·瓜奈利（Andrea Guarneri） （1626–1698）, 彼得·基奥瓦尼·瓜奈利 （Pietro of Mantua） （1655–1720）, 杰赛普·乔凡尼·巴蒂斯塔·瓜奈里（Giuseppe Giovanni Battista Guarneri） （Joseph filius Andreae） （1666–1739）, 彼得·瓜奈利 （Pietro Guarneri） （of Venice） （1695–1762）, 和杰赛普·瓜奈利 （Giuseppe Guarneri） （del Gesu） （1698–1744）
- 意大利克雷莫纳的安东尼奥·斯特拉迪瓦里 （Antonio Stradivari） （1644–1737）
- 奥地利阿布萨姆蒂罗尔的雅各布·斯坦纳 （Jacob Stainer） （1617–1683）

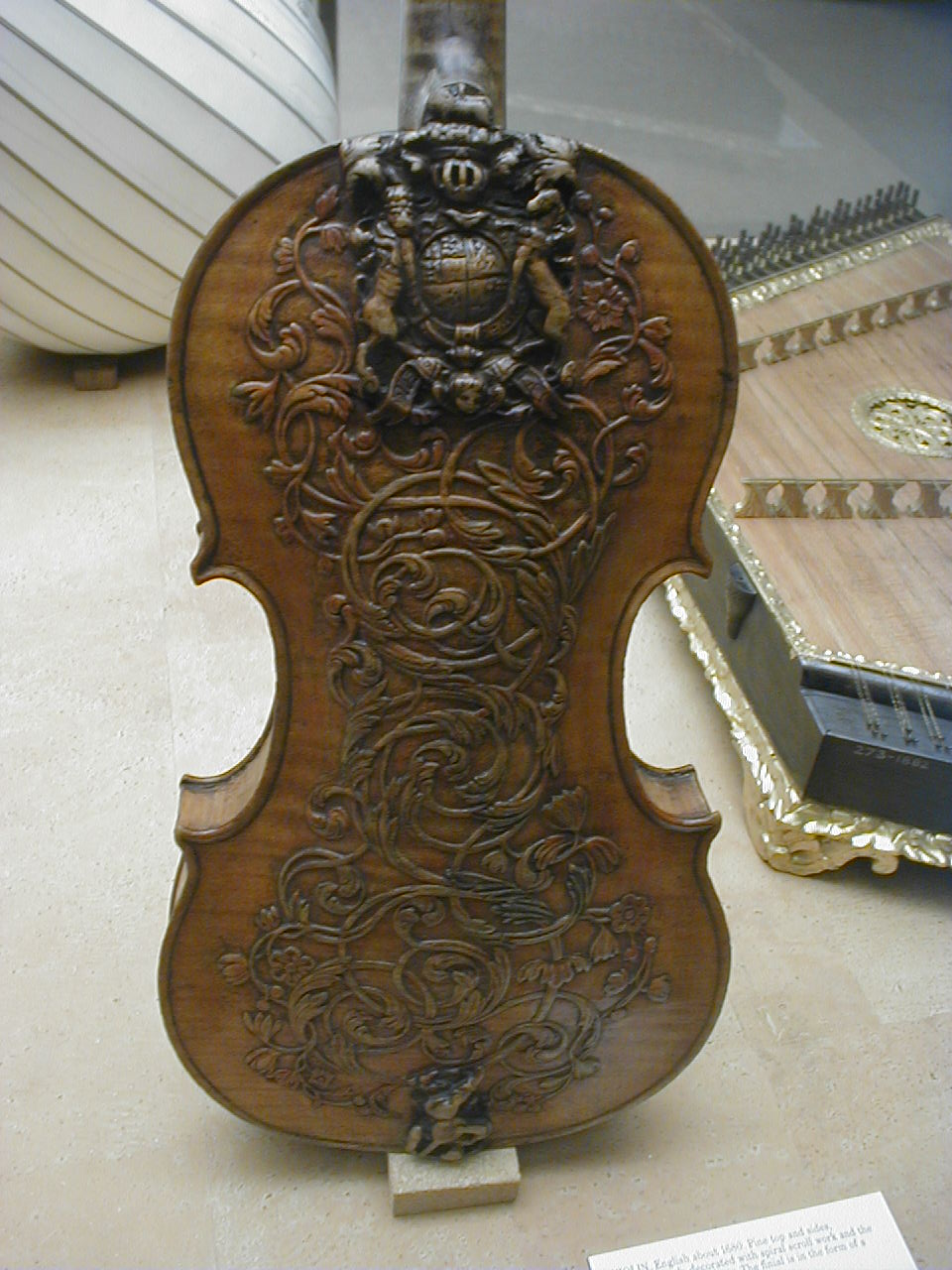
一把雕纹复杂的17世纪英国皇室小提琴（大约 1660） ，陈列于伦敦维多利亚和阿尔伯特博物馆。

## 从巴洛克风格到现代风格的过渡
从16世纪到19世纪，小提琴结构的一些变化，其中包括：
- 19世纪，小提琴的指板被制作得更长，以便演奏最高音符。
- 由于越来越大的交响乐队更流行，指板被制作得更加倾斜，以便能使演奏音量提高。
- 几乎所有的老乐器都被修整过，例如将琴颈加长1厘米以便抬升音高。
- 几乎所有老乐器的低音梁（bass bar）都被加重以承受更有力的拉弓。
- 传统制琴师将琴颈钉或粘在琴身的上半部。之后的制琴师多用铆合工艺链接琴颈和琴身。
- 腮托是19世纪早期由路易斯·施波尔发明的。

这些改变带来的效果就是，小提琴的音色和质量较之先前有了显著的提升。无论如何，现在大多数的小提琴的外形结构和组装方法都是基于这些老乐器上的。

## 小提琴贸易
19世纪和20世纪，德国萨克森州，米滕瓦尔德（现在属于德国），奥地利的蒂罗尔地区，和意大利，捷克共和国的波希米亚， 都有相当数量的小提琴被生产出来。1880年到1914年，大约有700万件家族作坊制作的小提琴，贝斯和琴弓从马克诺伊基兴运出。19世界和20世纪早期，许多萨克森州出品的乐器实际上是波希米亚制造的，因为波希米亚的劳力成本更低廉。
今天市场上也看得到许多中国，罗马尼亚和保加利亚制造的小提琴。

## 延伸阅读
- Schoenbaum, David, The Violin: A Social History of the World's Most Versatile Instrument, New York, New York : W.W. Norton & Company, December 2012. ISBN 9780393084405